# Mistrovství světa v basketbalu hráček do 17 let
Mistrovství světa v basketbalu hráček do 17 let je soutěž juniorských reprezentačních mužstev do 17 let členských zemí FIBA. Od roku 2010 se turnaj pořádá každé dva roky. 
Česko se soutěže účastnilo poprvé v roce 2014. Tehdy také bylo poprvé pořádající zemí, což se bude příště opakovat v roce 2026.

## Přehled pořadatelských zemí a medailistů
| Rok  | Pořádající země | Zlato                   | Stříbro                 | Bronz                   | Umístění Česka          |
| ---- | --------------- | ----------------------- | ----------------------- | ----------------------- | ----------------------- |
| 2010 | Francie         | USA                     | Francie                 | Čína                    | Bez české účasti        |
| 2012 | Nizozemsko      | USA                     | Španělsko               | Kanada                  | Bez české účasti        |
| 2014 | Česko           | USA                     | Španělsko               | Maďarsko                | 4. místo                |
| 2016 | Španělsko       | Austrálie               | Itálie                  | USA                     | 5. místo                |
| 2018 | Bělorusko       | USA                     | Francie                 | Austrálie               | Bez české účasti        |
| 2020 | Rumunsko        | zrušeno kvůli covidu-19 | zrušeno kvůli covidu-19 | zrušeno kvůli covidu-19 | zrušeno kvůli covidu-19 |
| 2022 | Maďarsko        | USA                     | Španělsko               | Francie                 | Bez české účasti        |
| 2024 | Mexiko          | USA                     | Kanada                  | Španělsko               | Bez české účasti        |
| 2026 | Česko           |                         |                         |                         |                         |

## Historické pořadí podle medailí
| Pořadí | Země      | Zlato | Stříbro | Bronz | Celkem |
| ------ | --------- | ----- | ------- | ----- | ------ |
| 1.     | USA       | 6     | 0       | 1     | 7      |
| 2.     | Austrálie | 1     | 0       | 1     | 2      |
| 3.     | Španělsko | 0     | 3       | 1     | 4      |
| 4.     | Francie   | 0     | 2       | 1     | 3      |
| 5.     | Kanada    | 0     | 1       | 1     | 2      |
| 6.     | Itálie    | 0     | 1       | 0     | 1      |
| 7.     | Čína      | 0     | 0       | 1     | 1      |
| 7.     | Maďarsko  | 0     | 0       | 1     | 1      |

aktuální k roku 2024